# 4 Dywizja Jazdy (powstanie listopadowe)
4 Dywizja Jazdy (Dywizja Rutiego (?) - konnica rezerwowa) – związek taktyczny jazdy okresu powstania listopadowego.

## Struktura organizacyjna
W lutym 1831
- dowódca – płk Andrzej Ruttié (?)
  - 1 Brygada Jazdy – płk Kazimierz Skarżyński
    - 2 pułk strzelców konnych
    - 1 pułk Mazurów
    - zakład pułku poznańskiego

  - 2 Brygada Jazdy – płk Ludwik Kicki
    - 5 pułk strzelców konnych
    - 2 pułk Mazurów